# Gare de Saint-Malo
La gare de Saint-Malo est une gare ferroviaire française de la ligne de Rennes à Saint-Malo - Saint-Servan, desservant la ville de Saint-Malo, dans le département d'Ille-et-Vilaine, en région Bretagne. L'ancienne gare édifiée en 1864 est détruite et remplacée par une nouvelle en 2005, à l'occasion de l'électrification de la ligne pour l'arrivée du TGV Atlantique. Elle est implantée en un point central, proche des quartiers de Saint-Servan et Paramé. Le centre historique intra-muros est à une distance d'environ vingt minutes à pied.
Elle est mise en service en 1864 par la compagnie des chemins de fer de l'Ouest. C'est aujourd'hui une gare de la Société nationale des chemins de fer français (SNCF), desservie par le TGV Atlantique et des trains TER Bretagne.

## Situation ferroviaire

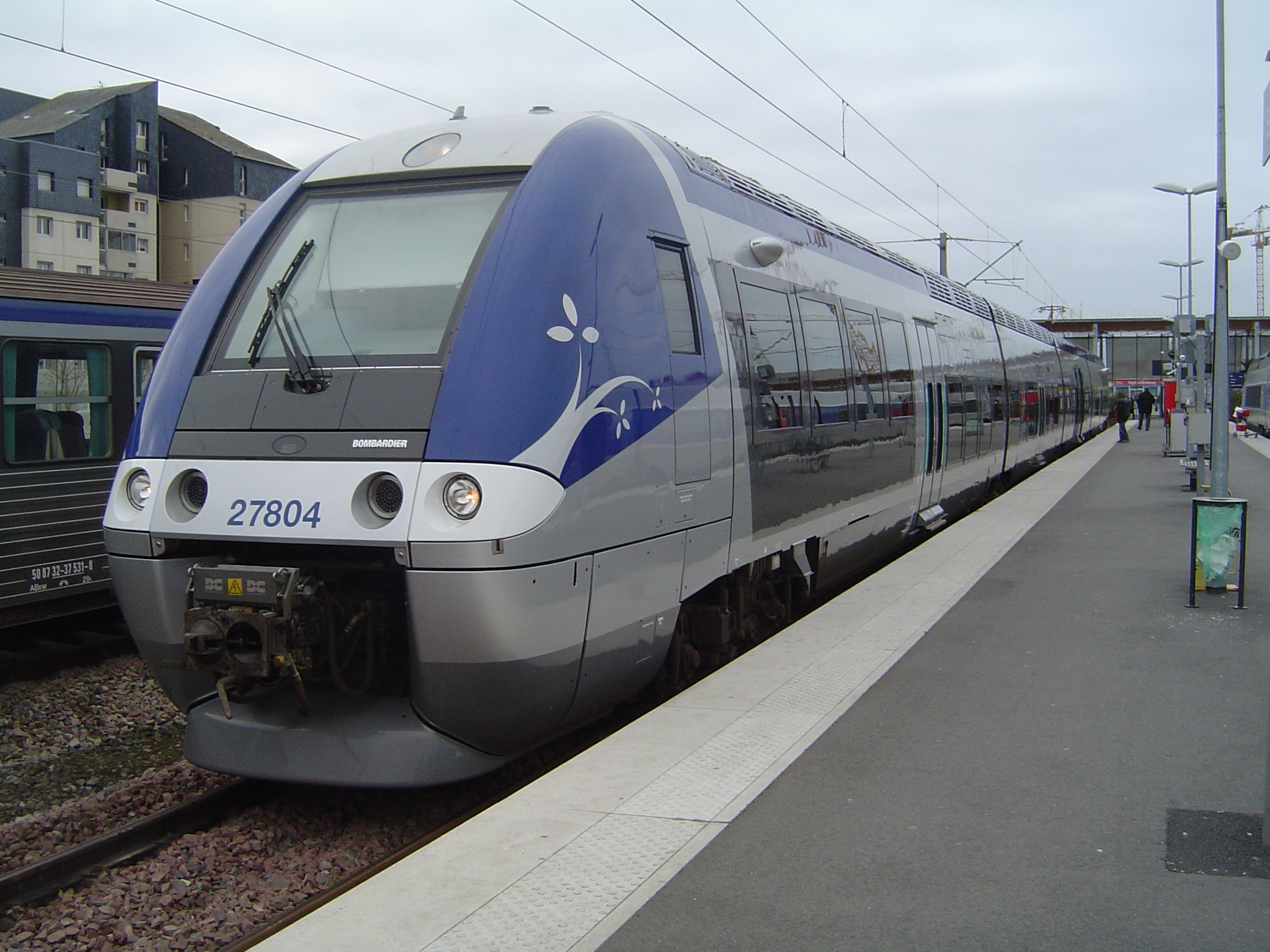
Automotrice Z27804 de TER Bretagne en gare.

Établie à 8 m d'altitude, la gare de Saint-Malo est la gare terminus de la ligne de Rennes à Saint-Malo - Saint-Servan. Située au point kilométrique (PK) 454,102, elle est précédée par la gare de La Gouesnière - Cancale - Saint-Méloir-des-Ondes. L'ancienne gare se trouvait au PK 454,362.
La gare de Saint-Malo est équipée de quatre voies à quai, numérotées de A à D, pouvant accueillir chacune une rame double de TGV Atlantique, soit 480 mètres. Des importantes installations de remisage, en partie électrifiées, sont implantées côté Est, et des installations terminales embranchées au niveau de la voie A et des installations de remisage permettent aux convois de marchandises de desservir le Port de Saint-Malo.

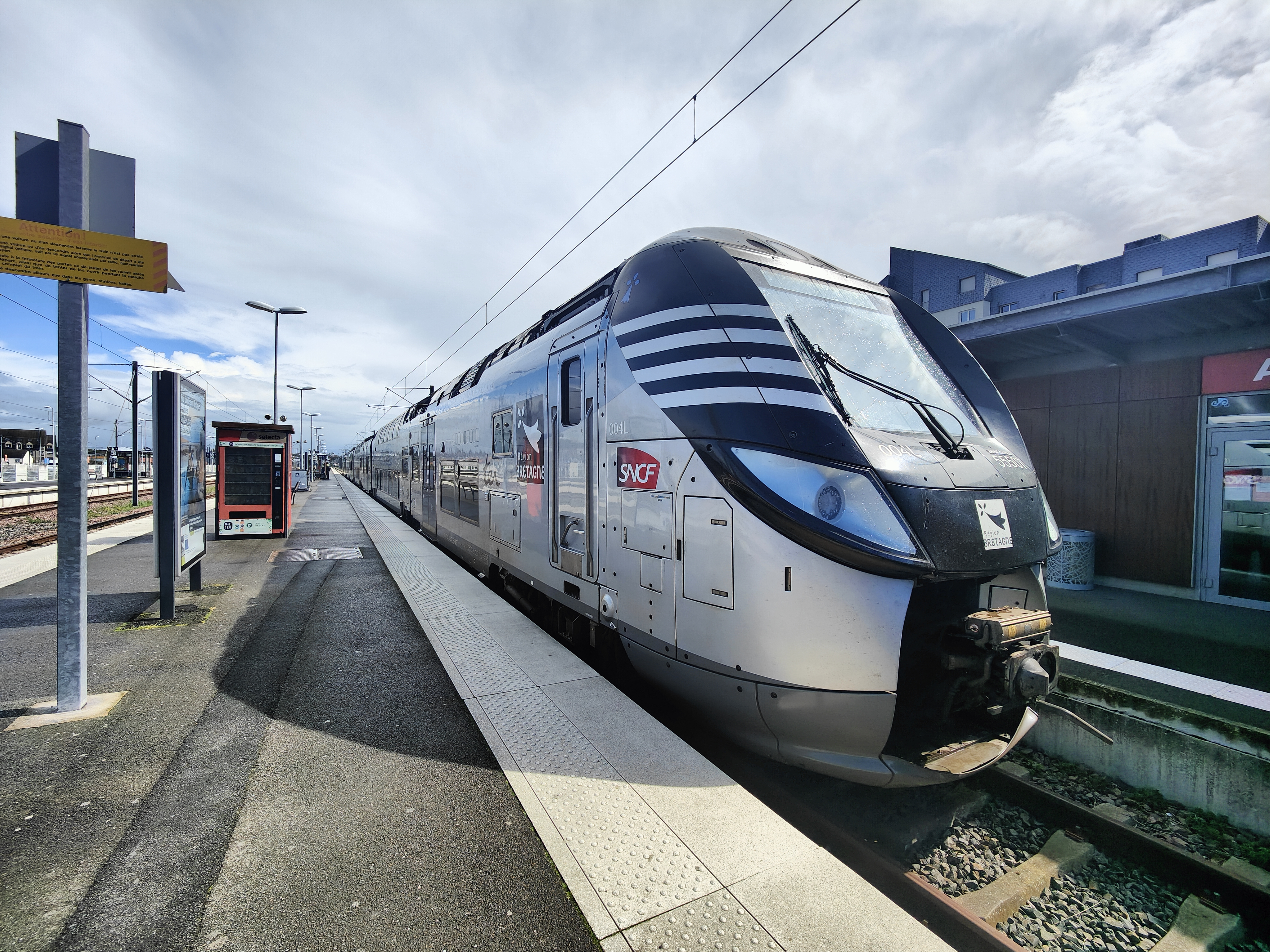
Regio 2N no. 55507 du TER Bretagne en gare

## Histoire
Dès les années 1840 les communes de Saint-Malo, Saint-Servan et Paramé émettent leur désir d'être desservies par le chemin de fer à partir de la future ligne de l'Ouest. C'est la « loi relative à la fusion des chemins de fer normands et bretons » qui va rendre possible cette demande le 11 mai 1855. Cette loi approuve différentes décisions antérieurs, notamment la création de la Compagnie des chemins de fer de l'Ouest, et le cahier des charges supplémentaire stipulant l'engagement d'exécution, à ses frais, risques et périls différentes lignes dont au point 6, « l'embranchement de Rennes à Saint-Malo ». Il est précisé, le passage obligé par ou près Dol et une limite de temps fixée à huit années pour le réaliser et l'exploiter.
Après avoir achevée la ligne de Paris à Rennes en 1858, la compagnie de l'Ouest exécute les travaux de la voie ferrée de l'embranchement vers Saint-Malo de 1860 à 1864. Le site choisi pour une seule gare desservant les trois communes est à égale distance de Saint-Malo et Saint-Servan, au lieu-dit dunes du Talards ancien port d'échouage des bateaux. Le 27 juin 1864 la nouvelle gare est le lieu des festivités lors de son inauguration réalisée en même temps que celle de la ligne Rennes - Saint-Malo-Saint-Servan qui permet la liaison avec Rennes en deux heures et demie.
À l'occasion de l'électrification de cette même ligne et de l'arrivée du TGV entre St Malo et Paris le 11 décembre 2005, Saint Malo s'est doté d'une nouvelle gare située 260 mètres en amont de l'ancienne gare. En 2006 l'arrivée du TGV permet à la gare d'enregistrer une hausse significative du transit de voyageurs avec 783 372 montées-descentes.
La mairie de Saint-Malo décide de procéder à la destruction de ce bâtiment historique, pour réaménager l'espace urbain. Cette décision fait débat, mais la gare est détruite en octobre 2009.

## Fréquentation
De 2015 à 2023, selon les estimations de la SNCF, la fréquentation annuelle de la gare s'élève aux nombres indiqués dans le tableau ci-dessous.
| Année                     | 2015      | 2016      | 2017      | 2018      | 2019      |
| ------------------------- | --------- | --------- | --------- | --------- | --------- |
| Voyageurs                 | 1 107 633 | 1 092 776 | 1 164 343 | 1 135 793 | 1 263 626 |
| Voyageurs + non voyageurs | 1 402 068 | 1 383 261 | 1 473 852 | 1 437 713 | 1 599 526 |

| Année                     | 2020      | 2021      | 2022      | 2023      |
| ------------------------- | --------- | --------- | --------- | --------- |
| Voyageurs                 | 889 726   | 1 202 705 | 1 638 571 | 1 703 866 |
| Voyageurs + non voyageurs | 1 126 236 | 1 522 411 | 2 074 141 | 2 156 793 |

## Service des voyageurs

### Accueil
Gare SNCF, elle dispose d'un bâtiment voyageurs avec guichet ouvert tous les jours. Aujourd'hui gare contemporaine, bénéficiant du concept gare-jardin, elle est équipée de distributeurs automatiques de titres de transport TER et de divers services notamment pour les personnes à mobilité réduite. Un parking véhicules est aménagé à proximité.

### Desserte
Saint-Malo est desservie par des TGV Atlantique, qui effectuent des missions entre les gares de Saint-Malo et Paris-Montparnasse via Rennes. C'est aussi la tête de ligne de la relation TER Bretagne Saint-Malo - Rennes, figurant parmi les axes les plus fréquentés de la région.

### Intermodalité

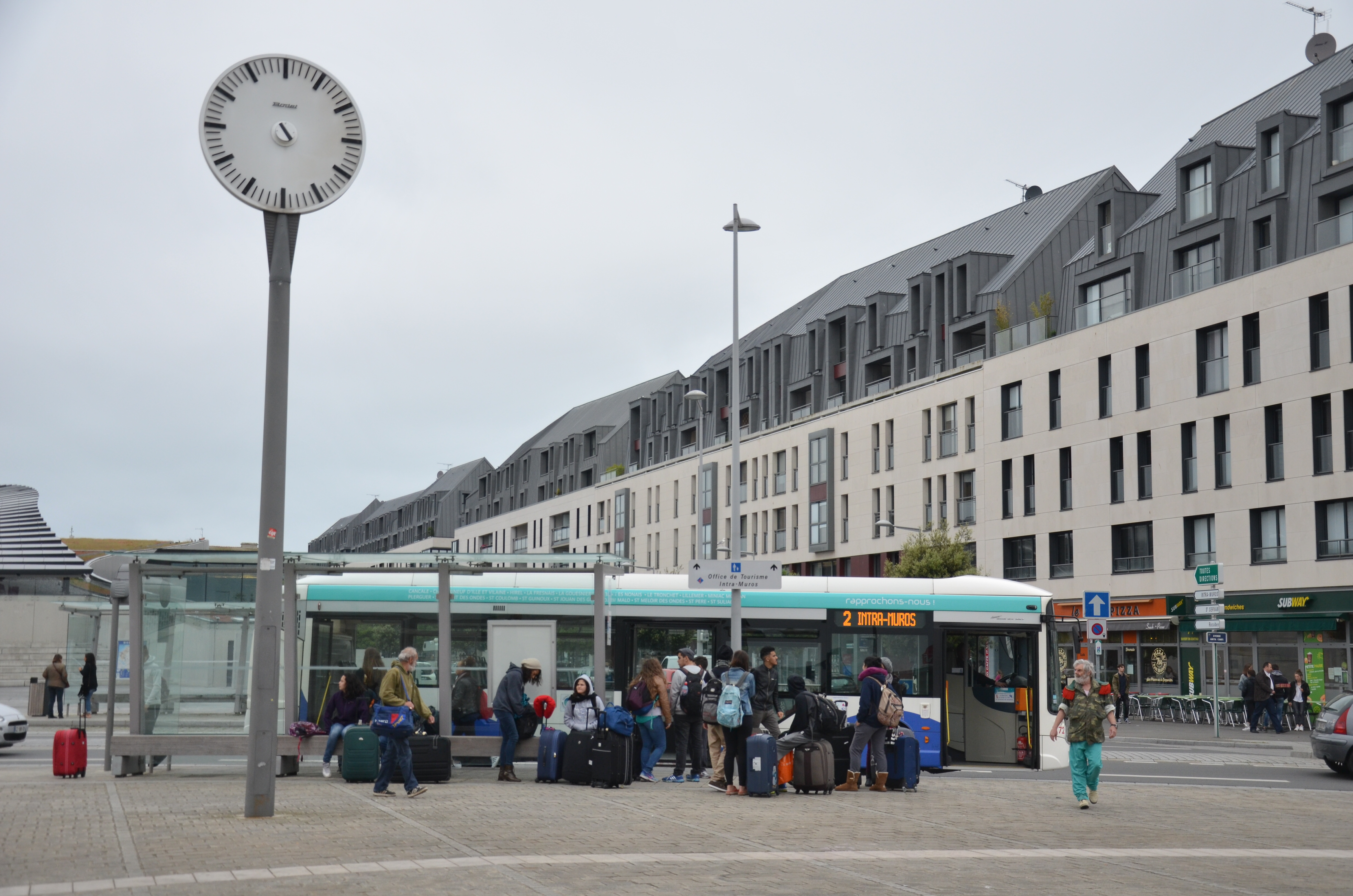
Bus du réseau MAT.

La Gare de Saint-Malo est également le cœur du réseau Malo Agglo Transports (MAT), et est desservie par le réseau régional BreizhGo.

## Service des marchandises
Cette gare est ouverte au service du fret; desservie deux fois par semaine depuis Rennes jusqu'en 2008, elle n'a cependant plus vu de convois de marchandises depuis 2010, les devis proposés aux principaux chargeurs embranchés (Silverwood et Timac) ayant amené ces derniers à transférer leurs rotations sur route.